# Eoaleurina
Eoaleurina es un género de hongos de la familia Pyronemataceae. Es monotípico, y solo contiene la especie Eoaleurina foliicola, descrita inicialmente como Humaria foliicola por Paul Christoph Hennings en 1902. El género fue circunscrito por los micólogos Richard Korf y Wenying Zhuang en 1986.